# Kleinsporig uitbreekkommetje
Het kleinsporig uitbreekkommetje (Pyrenopeziza depressuloides) is een schimmel uit de familie Ploettnerulaceae. Het leeft saprotroof op overjarige stengels van grote klis (Arctium major).

## Verspreiding
In Nederland komt het kleinsporig uitbreekkommetje zeer zeldzaam voor.